# Germaine de Staël
Pour les articles homonymes, voir Staël.
Anne-Louise-Germaine Necker, baronne de Staël-Holstein, connue sous le nom de Madame de Staël (/stal/), est une romancière, épistolière et philosophe genevoise et française née le 22 avril 1766 à Paris où elle est morte le 14 juillet 1817.
Issue d'une famille de protestants valdo-genevois aisée, elle est la fille du ministre des finances de Louis XVI Jacques Necker, et de Suzanne Curchod qui tient salon littéraire et lui donne accès à un savoir encyclopédique. Elle épouse, en 1786, le baron Erik Magnus Staël von Holstein, ambassadeur du roi Gustave III de Suède auprès de la cour de France à Versailles. Le couple se séparera en 1800. Devenue baronne de Staël, elle mène une vie sentimentale agitée et entretient en particulier une relation orageuse avec Benjamin Constant, écrivain et homme politique franco-vaudois rencontré en 1794.
Entretemps, sa réputation littéraire et intellectuelle s'est affirmée grâce à trois essais philosophiques que sont les Lettres sur les ouvrages et le caractère de Jean-Jacques Rousseau (1788), De l'influence des passions sur le bonheur de l'individu et des nations (1796) et De la littérature considérée dans ses rapports avec les institutions sociales (1800).
Favorable à la Révolution française et aux idéaux de 1789, elle adopte une position critique dès 1791 et ses idées d'une monarchie constitutionnelle la font considérer comme une opposante gênante par les maîtres de la révolution. Malgré le statut de diplomate de son mari, elle doit se réfugier auprès de son père en Suisse à plusieurs reprises. Interdite de séjour sur le sol français par Napoléon Bonaparte qui la considère comme un obstacle à sa politique, elle s'installe en Suisse dans le château familial de Coppet qui sert de lieu principal de rencontres au groupe du même nom, et d'où elle fait paraître Delphine (1802), Corinne ou l'Italie (1807) et De l'Allemagne (1810/1813).
Veuve en 1802, elle se remarie en 1811 avec un jeune officier genevois, Albert de Rocca, et rouvre son salon parisien à la faveur de la Restauration de la maison de Bourbon.
Grâce à la publication de De l'Allemagne (1813-14), elle popularise en France les œuvres des auteurs de langue allemande, jusqu'alors relativement méconnues. Elle ouvre ainsi la voie au romantisme français, directement inspiré des premiers romantiques allemands et anglais. Ses œuvres fictionnelles majeures, dans lesquelles elle représente des femmes victimes des contraintes sociales qui les enchaînent, sont Delphine (1802) et Corinne ou l'Italie édité à Londres en 1807 et 1808 par Jean-Gabriel Peltier.
Elle meurt en 1817, peu de temps après une attaque de paralysie qui la terrasse au cours d'un bal que donnait le duc Decazes, laissant inachevées ses Considérations sur les principaux événements de la Révolution française, ouvrage posthume publié en 1818, ainsi que ses Dix années d'exil, parues à titre posthume en 1821.

## Biographie

### Jeunesse

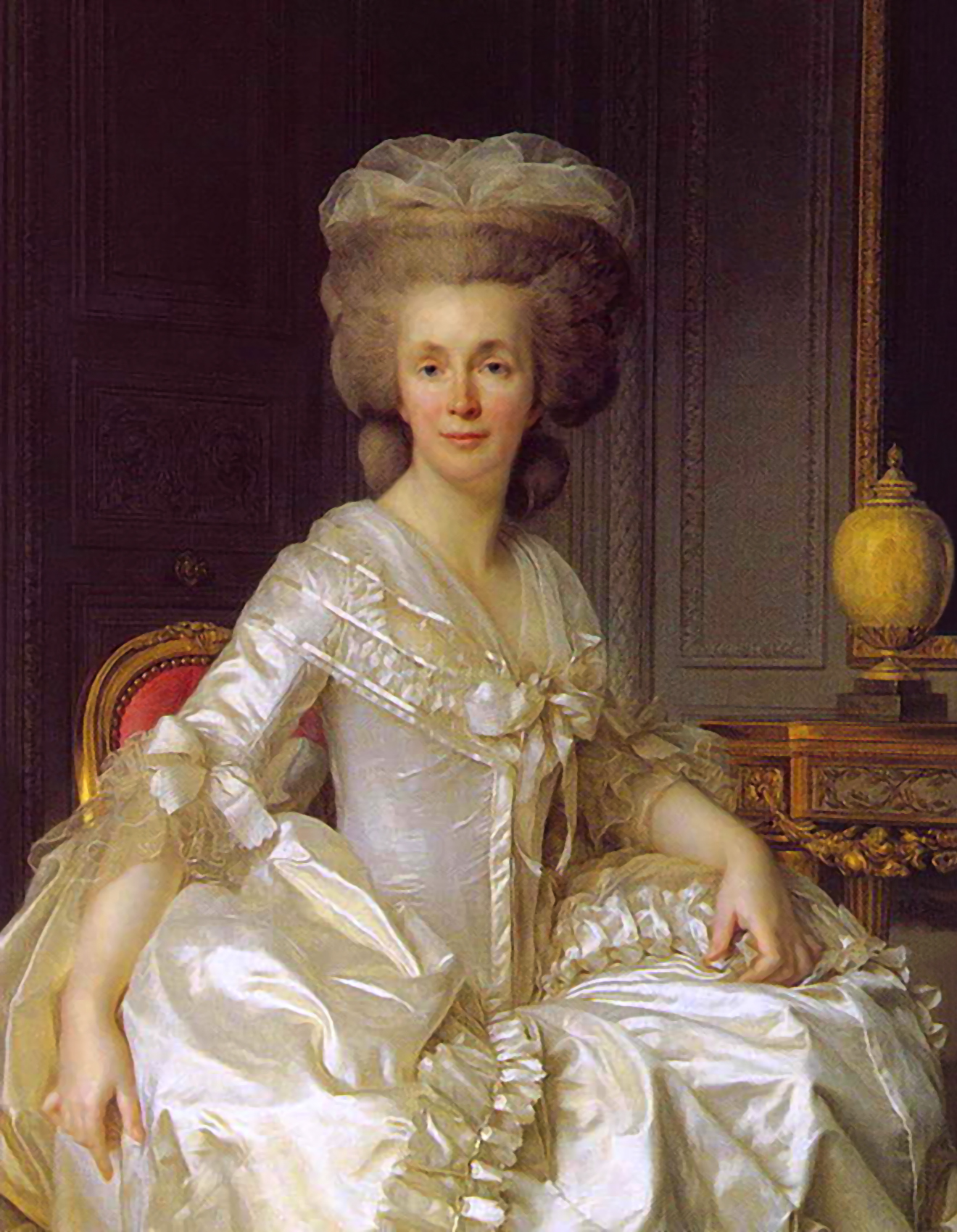
Suzanne Curchod (Madame Jacques Necker), mère de Germaine Necker.

Germaine Necker naît à Paris, dans l'ancien hôtel d'Hallwyll, rue Michel-le-Comte, le 22 avril 1766. Élevée par sa mère Suzanne Curchod, fille d'un pasteur calviniste, aux conceptions religieuses dévotes, Germaine reçoit une éducation opposée au système de Rousseau, qui considérait que le développement moral devait suivre le perfectionnement des organes de perception, Mme Necker considérant qu'il faut exercer l'intelligence par un afflux précoce d'idées. Elle lui donne une instruction encyclopédique et l'enfant suscite rapidement la curiosité des hôtes de ses parents par l'étendue de son érudition. Son père est le financier Jacques Necker qui a fait fortune comme banquier à Paris. Il sera ministre des finances du roi de France Louis XVI de 1776 à 1781.
Elle est élevée dans un milieu de gens de lettres, qui fréquentent assidûment le salon de sa mère (Buffon, Marmontel, Grimm, Edward Gibbon, l'abbé Raynal et Jean-François de La Harpe).
Le goût de la vie sociale parisienne et l'intérêt de sa famille pour la politique la lient cependant davantage à la France. Très jeune, à quatorze ans à peine, elle tient son cercle et sait converser avec les hôtes du salon de sa mère. Elle a appris l'anglais et le latin, l'art de la danse et la musique, la récitation et la diction, est souvent allée au théâtre. Tout fait d'elle une jeune fille différente, par son érudition et sa culture, des jeunes filles de son milieu, élevées de façon plus traditionnelle, qui étonne ses contemporains par la vivacité de son intelligence.

### Mariage

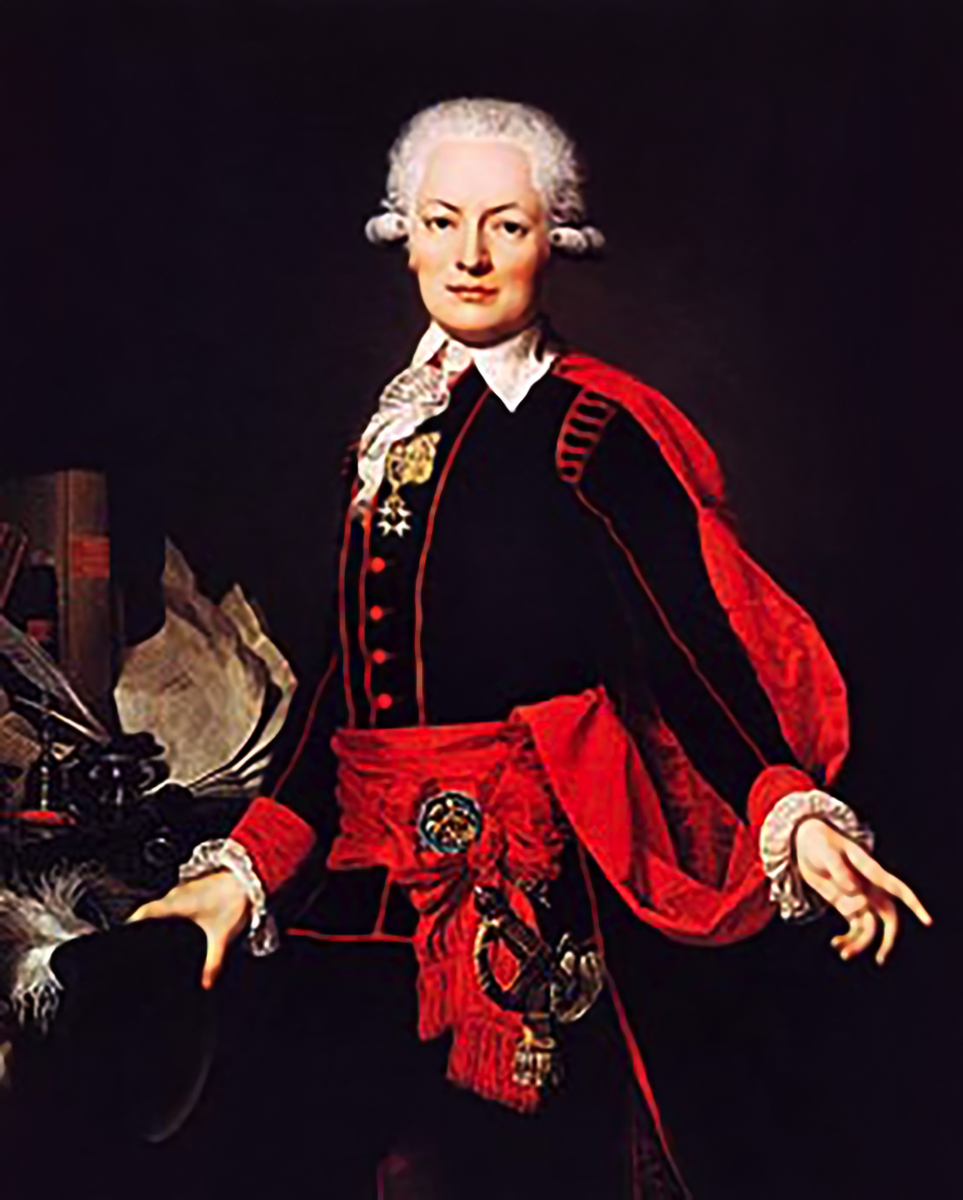
Erik de Staël, premier mari de Germaine Necker vers 1782.

Le prestige de son père lui ouvre les portes de ce que l'Europe compte à la fois d'aristocrates et d'intellectuels éclairés. Ses parents ne veulent pas d'un gendre catholique, mais il y a fort peu de protestants dans la noblesse française, et les amis suisses qu'ils fréquentent sont jugés trop provinciaux. Elle rejette inlassablement ses nombreux prétendants : Axel de Fersen, ambassadeur de Suède, Georges-Auguste de Mecklembourg, pourtant beau-frère du roi Georges III du Royaume-Uni, Louis Marie de Narbonne-Lara, réputé fils naturel de Louis XV, qui devient un de ses amants par la suite, et même William Pitt, Premier ministre britannique, sont parmi les plus connus.
À dix-neuf ans, obéissant au projet de ses parents, elle se marie avec le baron de Staël-Holstein, ambassadeur de Suède, de dix-sept ans son aîné, en 1786. S'étant porté candidat alors qu'elle n'a que treize ans, il sait attendre, et leur mariage est célébré le 17 janvier 1786 dans la chapelle luthérienne de l'ambassade de Suède. Le soir de son mariage, en changeant de nom, elle décide d'utiliser son troisième prénom, devenant Germaine de Staël.

### Jeune femme

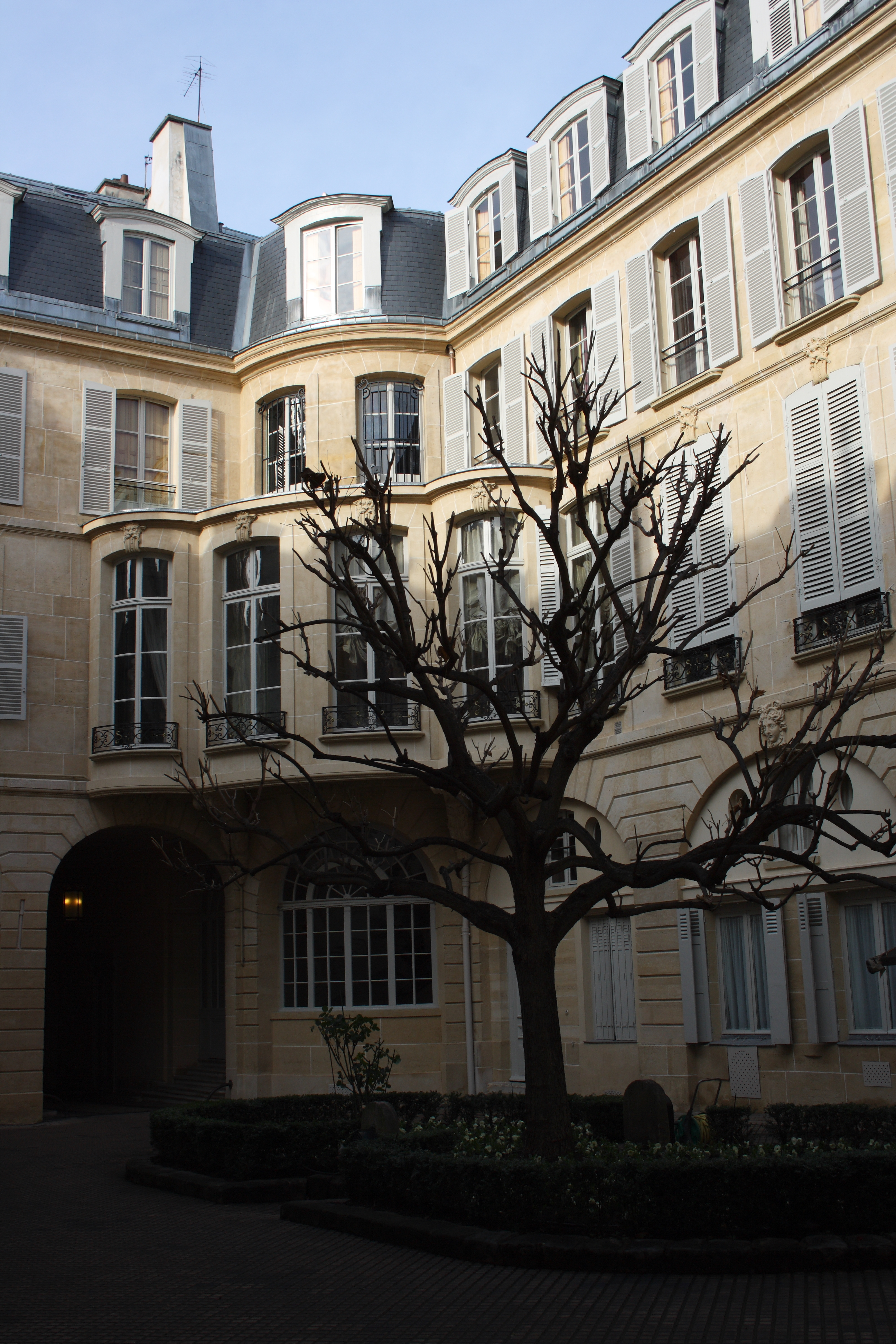
L'Ambassade de Suède à l’hôtel de Ségur, devenu hôtel de Salm-Dyck.

Ce mariage arrangé avec un homme de 17 ans son aîné n'est pas un mariage d'amour, pas même un mariage heureux, et la jeune femme cherche ailleurs un bonheur qu'elle n'a pas. Sa vie entière est d'ailleurs une quête perpétuelle d'un bonheur, qu'elle ne trouve guère. Son mari de noblesse immémoriale mais désargenté est parvenu à se faire nommer ambassadeur de Suède auprès de la cour de France, ce qui lui procure une pension confortable de 25 000 livres alors que sa femme lui apporte une dot de 25 000 livres,. La fortune de son épouse permet au diplomate scandinave de mener un train de vie qui rehausse l'éclat de sa patrie aux yeux des Français.
À la suite de sa mère, elle ouvre un salon à l'hôtel de Suède, rue du Bac, en 1795, où elle reçoit les représentants d'une nouvelle génération professant les idées neuves proches des siennes, contemporains de la guerre d'indépendance en Amérique, qui y ont participé parfois – La Fayette, Noailles, Clermont-Tonnerre, Condorcet, François de Pange et les trois hommes qu'elle aime le plus à cette époque : Louis Marie de Narbonne-Lara, sa première grande passion, Mathieu de Montmorency, l'ami de toute sa vie, Talleyrand, le traître à l'amitié. Elle favorisera notamment le retour d'exil aux États-Unis d'Amérique de ce dernier. Ils entretiendront une relation épistolaire fournie tout au long de leur vie.

### La Révolution

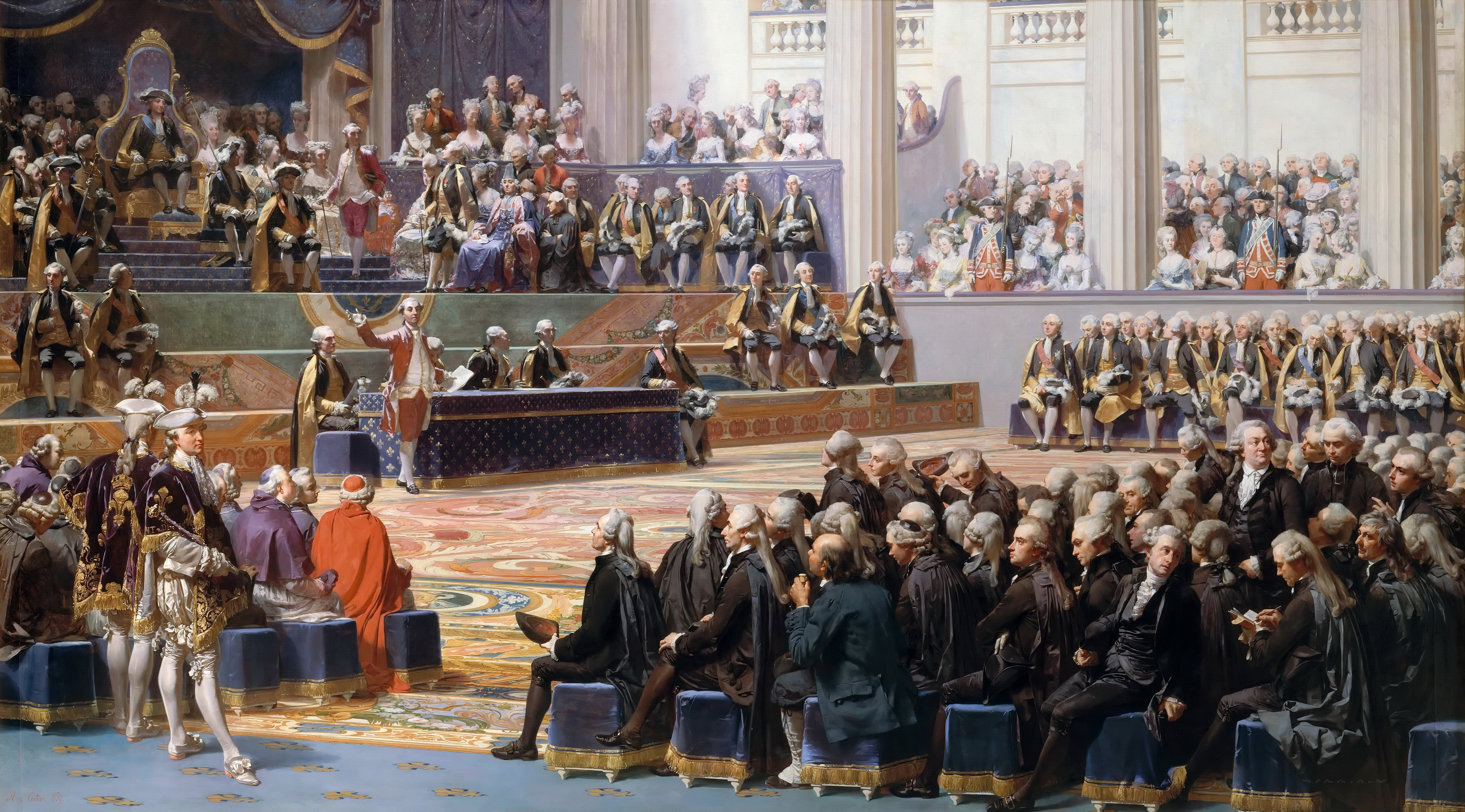
Le 5 mai 1789, Germaine de Staël assiste à l'ouverture des États généraux à Versailles où elle rencontre le jeune Mathieu de Montmorency.

Voyant dans l'Angleterre la meilleure expression de la liberté, lectrice passionnée de Rousseau, marquée par les idées des Lumières, elle accueille favorablement la Révolution et, le 5 mai 1789, assiste à l'ouverture des États généraux. Son père doit démissionner en août 1790, contraint de laisser au Trésor royal deux millions de livres qu'il lui avait prêtés, et que sa fille s'efforcera en vain de réclamer toute sa vie. À partir de 1792, la situation devient difficile. Elle déploie une grande énergie dans les dernières semaines de la monarchie s'efforçant de sauver proches et amis. Soutenant l'idée d'une monarchie constitutionnelle, elle se coupe tant des partisans d'une République que des tenants de l'absolutisme, et doit s'exiler, en 1793, en Angleterre, où elle séjourne quelques mois avec les amis qui fréquentaient son salon. Sa vie est par la suite souvent marquée par l'exil.
En Suisse, elle s'éprend de François de Pange, qui a émigré dans des conditions difficiles et qui, devenu imprimeur pour survivre, publiera ses œuvres La Paix puis Zulma. Ami sincère, il se montrera un critique objectif et sévère. En revanche, nature délicate et droite, il ne répond pas aux sentiments passionnés de Germaine. Ayant appris que sa cousine Anne-Louise de Domangeville avait échappé de peu à la guillotine et avait été libérée après la chute de Robespierre, il retourne en France et l'épouse, au grand dam de Germaine. Lorsqu’il meurt, quelques mois plus tard, Anne-Louise de Domangeville se résout, pour faire face à ses créanciers, à convoler pour la troisième fois, suscitant les remarques amères de Germaine de Staël.
Revenue à son tour en France, Germaine publie, en septembre, des Réflexions sur le procès de la Reine, plaidoyer en faveur de Marie-Antoinette à l'adresse des autres femmes où elle dénonce les misères de la condition féminine. Désormais, elle fait publier elle-même ses œuvres littéraires, rejetant d'une part le merveilleux et l'allégorique des contes, et d'autre part le roman historique et le décor antique, mettant en scène, d'une manière moderne pour l'époque, les caractères et les conditions sociales de son temps.

### Le Directoire et Napoléon
« Un seul homme de moins et le monde serait en repos. »

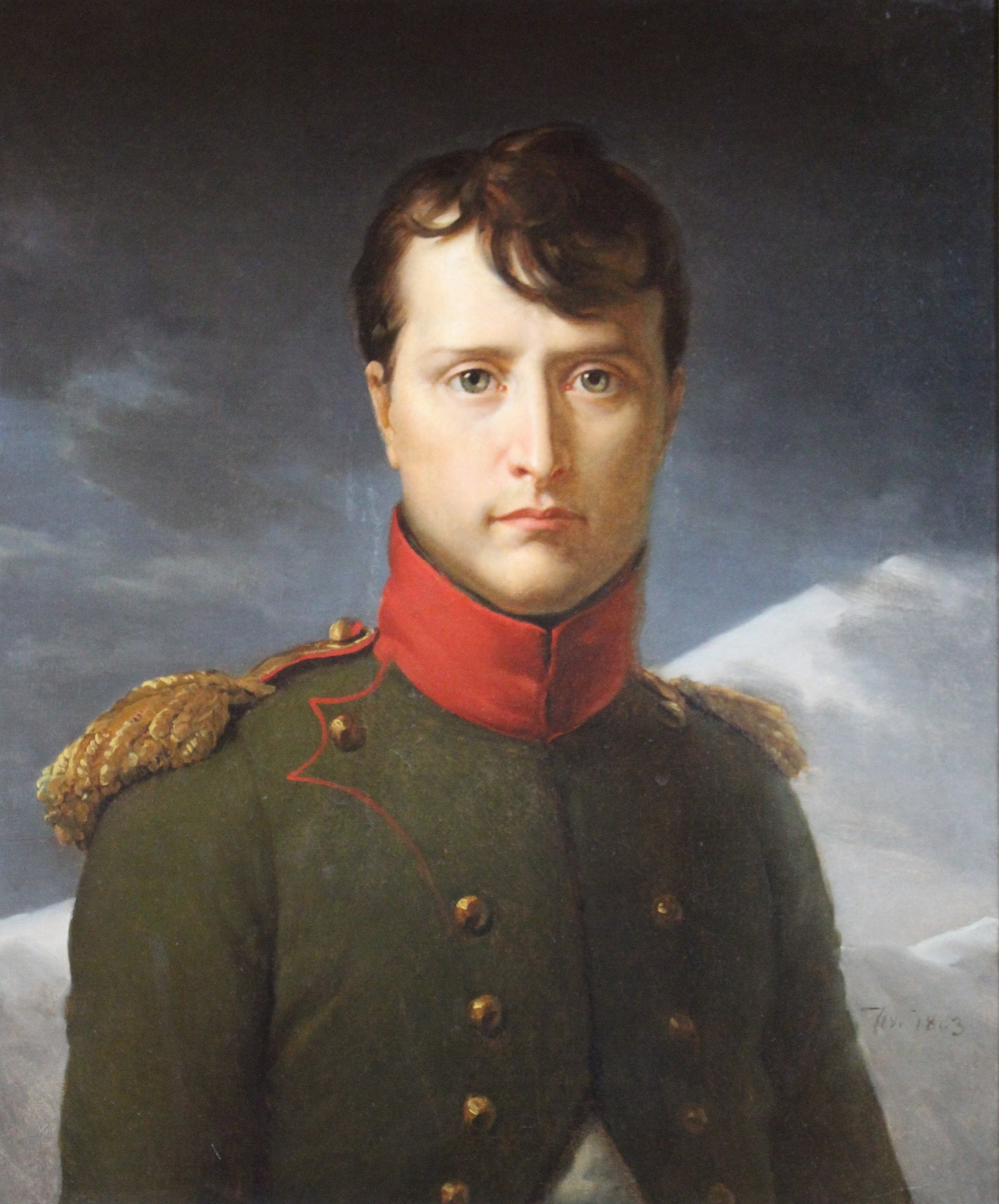
Bonaparte en 1803 par François Gérard.

Elle est de retour en France pendant le Directoire, elle parvient à se mettre à dos aussi bien royalistes que jacobins, ces derniers dénonçant l'aide qu'elle apporte aux émigrés et les deux partis étant agacés par la prétention de Germaine et de Benjamin Constant de devenir les mentors de la vie politique parisienne. Lorsque le Directoire envisage d'envahir les cantons suisses, elle s'efforce d'en dissuader Bonaparte, par crainte que la France n’y abroge les droits féodaux dont jouit son père à Coppet.
Elle est fascinée par le jeune général, mais celui-ci répond par une grande froideur à ses avances. Le 3 janvier 1798, Talleyrand lui ménage une entrevue avec Bonaparte, en qui elle voit un libéral appelé à faire triompher le véritable idéal de la Révolution ; elle le rencontre plusieurs fois par la suite. Impressionnée, elle l'assaille de questions : « — Général, quelle est pour vous la première des femmes ? — Celle qui fait le plus d'enfants, Madame » lui aurait-il répondu. C'est le début d'une longue animosité.
Madame de Staël achève de perdre ses illusions, après le coup d'État du 18 Brumaire et la promulgation de la Constitution de l'an VIII. Elle devient l'une des pierres angulaires de la résistance contre le régime de plus en plus dictatorial de Bonaparte. Victor Hugo cite Madame de Staël parmi les rares qui ne se sont pas agenouillés devant Napoléon. Beaucoup d'intellectuels doivent opter pour une vie dans la clandestinité, et c'est dans l'interdit qu'elle poursuit son œuvre de philosophie politique. Plutôt que de se réfugier dans le silence, elle publie les romans qui lui valent une grande célébrité, mais ne tardent pas à lui valoir un exil – de Paris d'abord, puis de France.

### L'exil

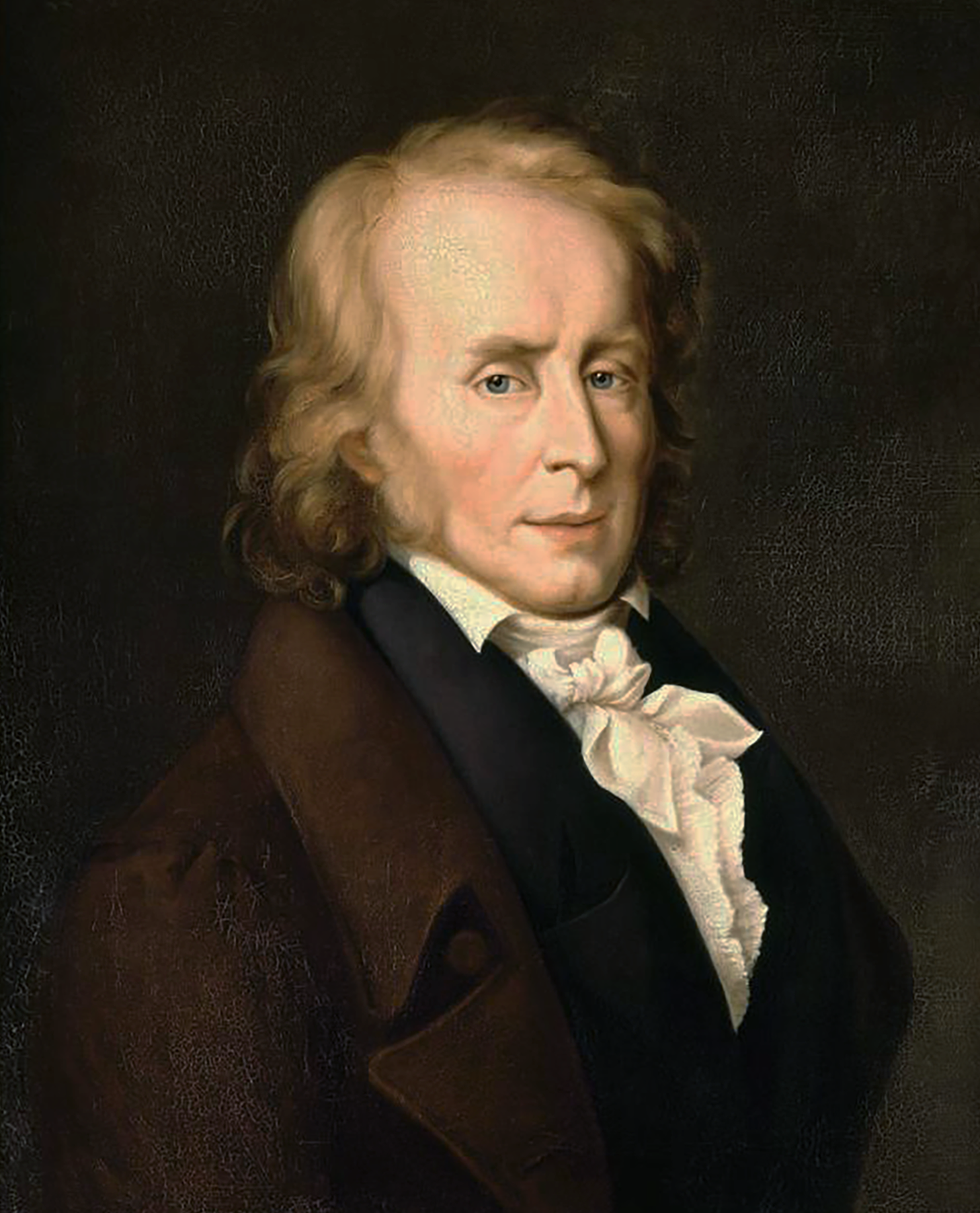
Benjamin Constant.

En octobre 1803, Madame de Staël est chassée de Paris dont elle ne doit pas s'approcher de moins de « quarante lieues ». Avec la publication de Delphine, roman où se mêlent les questions politiques et sociales de son temps, l'anglophilie de l'époque, la supériorité du protestantisme sur le catholicisme, le divorce, qui dénonce ouvertement la régression de la condition féminine, malgré la Révolution, les malheurs auxquels leur position dans la famille patriarcale condamne les femmes. Cela n'est pas pour plaire à Napoléon, devenu empereur, à qui on doit un Code civil français qui fait perdre aux femmes certains acquis de la Révolution qu'elles vont mettre plus d'un siècle à recouvrer.
Cela lui vaut, en revanche, un immense succès dans toute l'Europe. La parution de ses œuvres est mentionnée de 1805 jusqu'en 1813 dans l'Ambigu à Londres, dirigé par Jean-Gabriel Peltier.— elle subit des critiques, virulentes, attisées par l'hostilité de l'Empereur à son encontre.
Veuve en 1802, elle entretient une longue relation avec Benjamin Constant, rencontré en 1794, qui l'accompagne dans son exil. Vaudois comme elle, il est en définitive issu de la même région et protestant comme elle, mais il aime vivre seulement à Paris. Il ne parvient à se fixer ni auprès d'elle ni ailleurs. Cette liaison, longue et orageuse, est l'une des plus surprenantes qu’ait laissées l'histoire du monde littéraire. « Je n'avais rien vu de pareil au monde », écrit-il. « J'en devins passionnément amoureux. » Dans une copie de l'original du Mémorial de Sainte Hélène, retrouvée par Peter Hicks, et en date du 13 août 1816, Napoléon cite une lettre de Madame de Staël interceptée par la police impériale : « Benjamin… je suis loin de vous, venez à l'instant… je l'ordonne, je le veux… Je suis à genou, ma fille est à mes côtés. Je vous implore ! Si tu hésites, je la tue, je me donne la mort ; toi seul seras coupable de notre destruction, etc. ». Dès l'apparition des premiers volumes de la version imprimée du Mémorial en 1823, inquiets qu'il en dise un peu trop sur sa vie privée, les héritiers de Madame de Staël firent pression auprès de Emmanuel de Las Cases, si bien que lorsque la lettre sera citée au volume 5 le nom de Benjamin sera remplacé par celui de « à son mari, apparemment » et l'allusion à sa fille retirée. Mais la volonté de tout régenter de Madame de Staël, et les tromperies de Benjamin Constant, font qu'ils se séparent après une demande en mariage que Madame de Staël refuse.

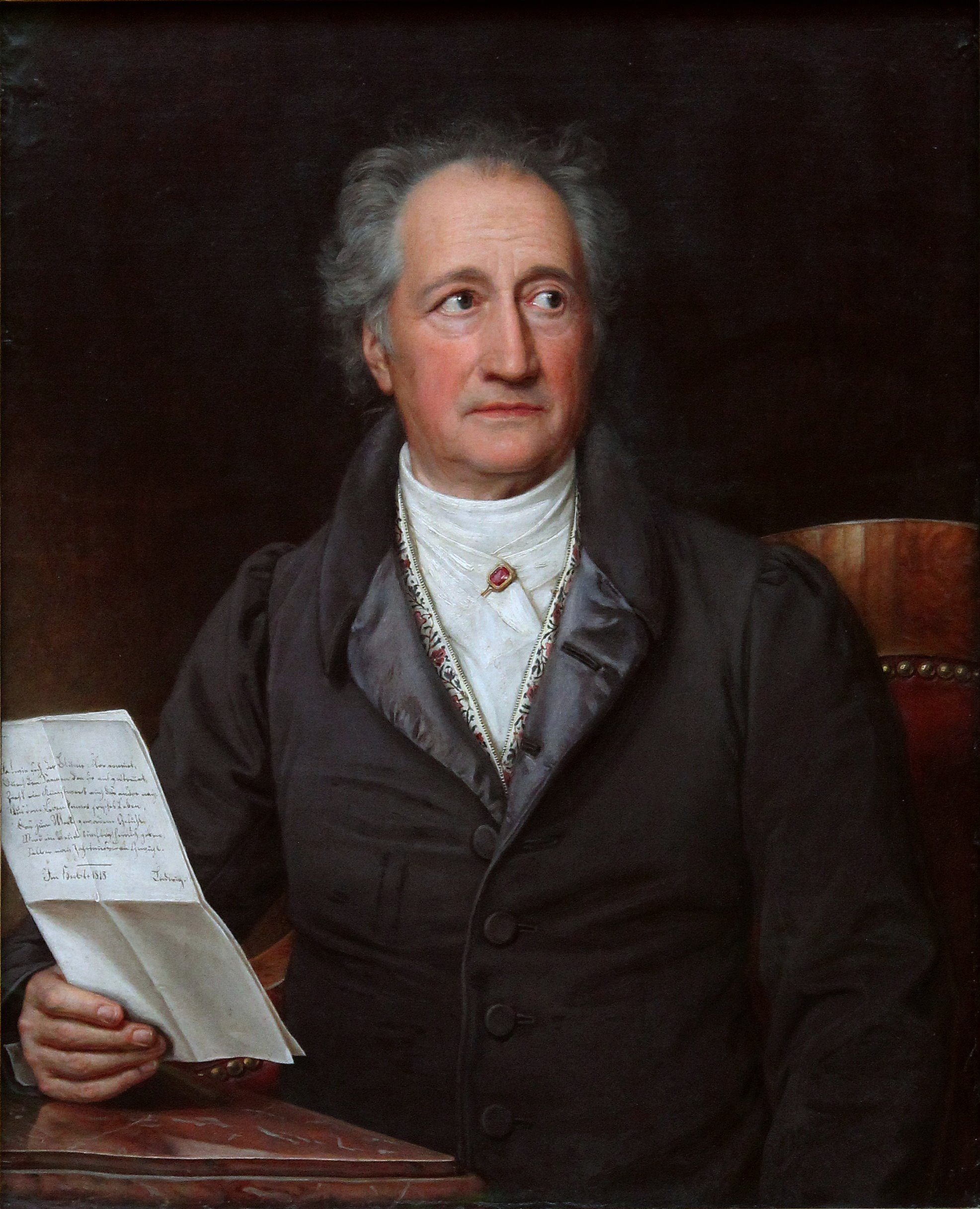
Johann Wolfgang von Goethe.

De la fin de l'année 1803 au printemps 1804, Madame de Staël fait avec Benjamin Constant un voyage de plusieurs mois en Allemagne, où elle est reçue dans les cours princières comme un chef d'État. Sur le chemin de l'exil, elle s'arrête plus d'une semaine à Metz, pour y rencontrer Charles de Villers avec qui elle entretenait une importante correspondance, et qui se rendait à Paris. Elle a appris l'allemand auprès du précepteur de ses enfants, ce qui est une curiosité originale à l'époque alors que la plupart de ses contemporains tiennent les États allemands pour des nations arriérées. Elle rencontre Schiller, Goethe et, de façon générale, la majeure partie de l'intelligentsia allemande. Elle y découvre une littérature inconnue en France, qu'elle révèle aux Français dans son ouvrage De l'Allemagne, où elle dépeint une Allemagne sentimentale et candide, image qui eut une grande influence sur le regard que les Français ont porté sur ce pays durant tout le XIXe siècle. Elle entreprend également un voyage en Italie à la fin de la même année : il faut, dit-elle, avoir « l'esprit européen » ; elle ne cessera, de sa vie, de défendre cette position.
Benjamin Constant s'éprend de Juliette Récamier, dans une passion malheureuse. Son ancienne amante écrit de lui : « Un homme qui n'aime que l'impossible ».

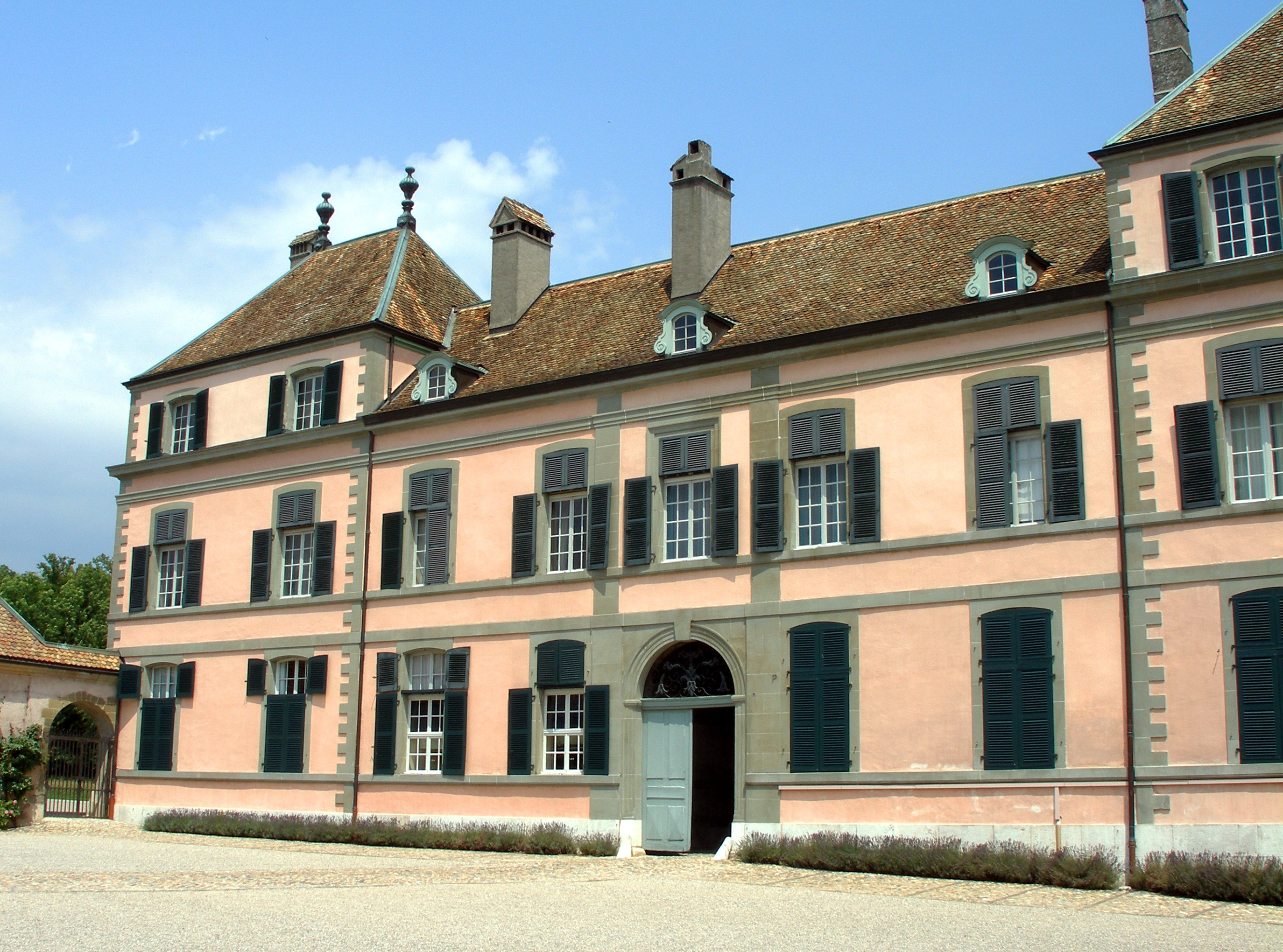
Le château de Coppet.

En 1805, de retour au château de Coppet, le seul endroit où elle peut vivre dans l'Europe napoléonienne, elle y commence Corinne ou l'Italie, roman dans lequel l'héroïne, à la recherche de son indépendance, meurt de cette recherche. Elle s'inspire du défunt François de Pange pour créer le personnage d'Oswald. En ce lieu, elle reçoit également nombre de personnalités et d'intellectuels européens gravitant autour du Groupe de Coppet.

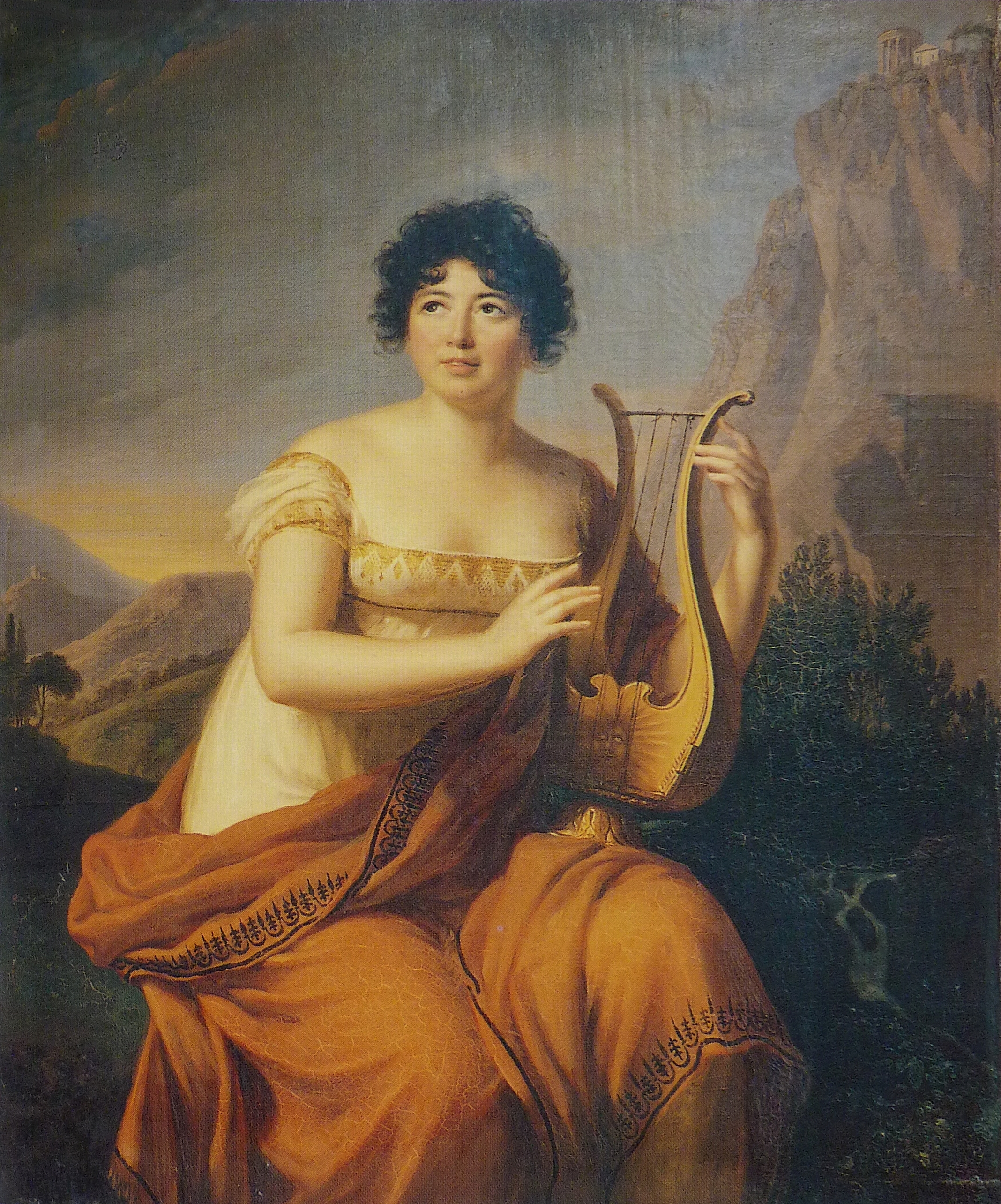
Germaine de Staël en Corinne (1807), Firmin Massot, huile sur bois, 61 x 52 cm - Collection du château de Coppet (Suisse).

Elle se remarie, en 1811, avec Albert de Rocca, jeune officier d'origine suisse, de 22 ans son cadet, dont elle a un fils.

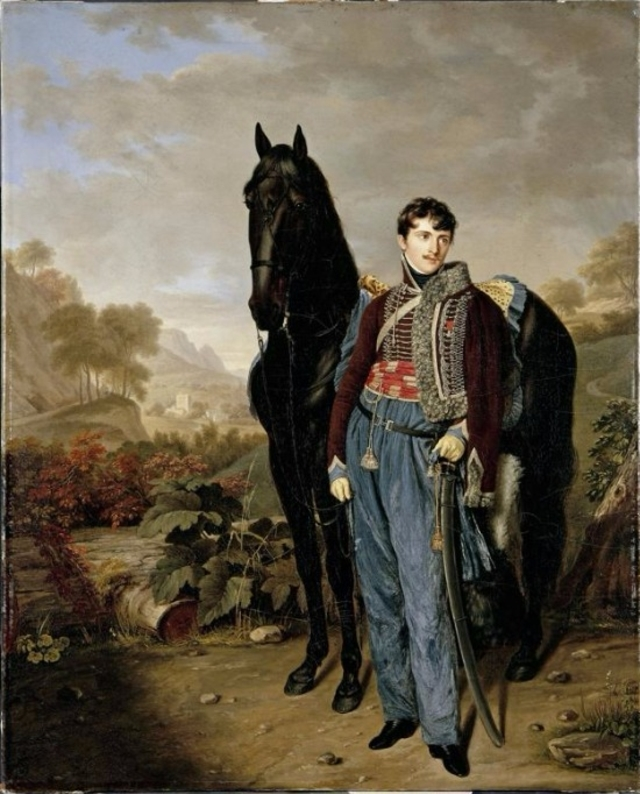
Albert Jean Michel Rocca, deuxième mari de Germaine de Staël.

À la parution de De l'Allemagne, en 1810, où elle appelle explicitement à l'unité allemande, l'ouvrage est immédiatement saisi et mis au pilon sur ordre de Napoléon. Cela marque pour Madame de Staël le début des années d'exil. Le 5 octobre 1810, le ministre de la Police, Savary, duc de Rovigo, lui envoie un courrier : « Votre dernier ouvrage n’est point français. Il m’a paru que l’air de ce pays-ci ne vous convenait point, et nous n’en sommes pas encore réduits à chercher des modèles dans les peuples que vous admirez ». L'assignant à résidence dans son château de Coppet, l'Empereur la fait espionner sans trêve, lui interdisant toute publication et punissant d'exil toutes les personnes ayant souhaité adoucir ses souffrances en lui rendant visite, parmi lesquelles Juliette Récamier. En mai 1812, elle quitte Coppet avec ses deux enfants et son époux, Albert de Rocca. Espérant rallier l'Angleterre, elle est contrainte de passer par la Russie et séjourne à Saint-Pétersbourg. Là, elle prend des notes pour le futur De la Russie et des royaumes du Nord — les futures Dix années d'exil.

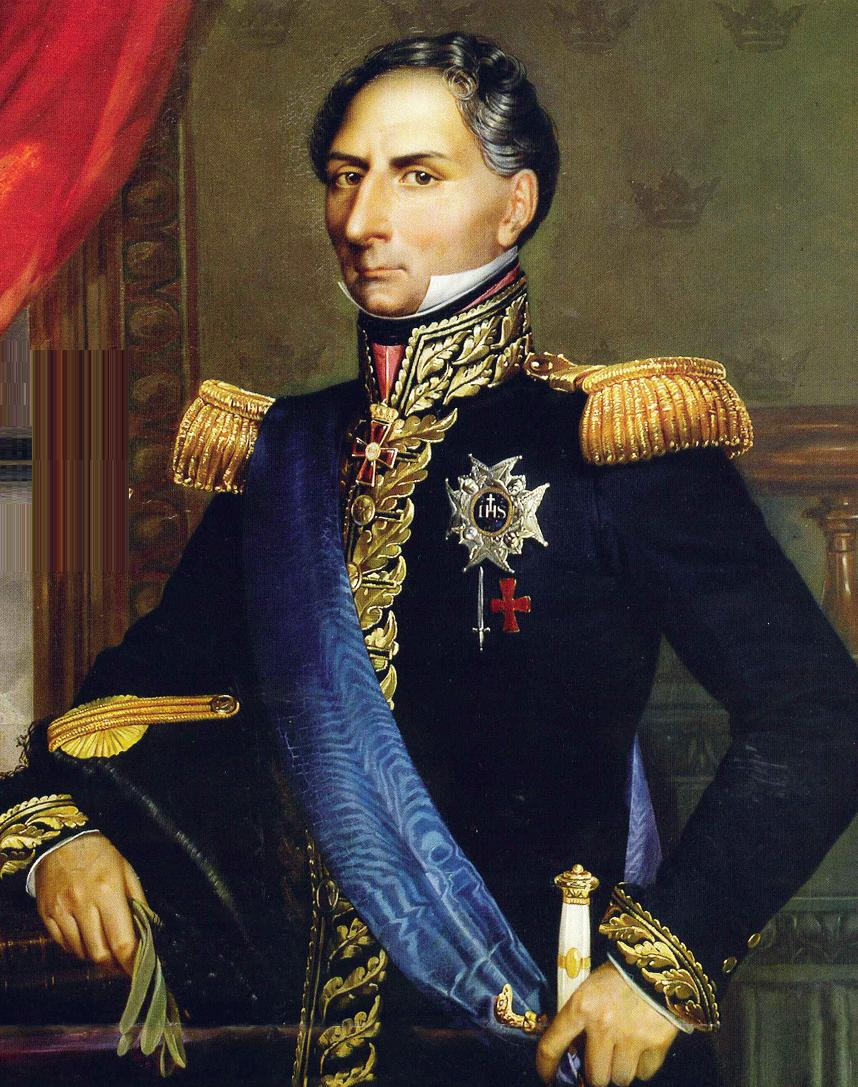
Charles XIV Jean de Suède.

Elle rencontre aussi à Saint-Pétersbourg le baron vom Stein, fervent opposant de Napoléon. Elle parvient enfin à se réfugier à Stockholm, auprès de Bernadotte, devenu prince héritier du trône de Suède, où elle devient l'inspiratrice d'une alliance antinapoléonienne, acquérant ainsi une stature politique plus marquée. Elle se rend en Angleterre en 1813, et rencontre à Londres le futur Louis XVIII, en qui elle souhaite voir un souverain capable de réaliser la monarchie constitutionnelle.
Elle rentre en France au printemps 1814, après avoir publié outre-Manche Sapho, où reparaît le thème de la femme géniale et incomprise qui finit par mourir de douleur et d'amour, ainsi que ses Réflexions sur le suicide.

### Retour à Paris

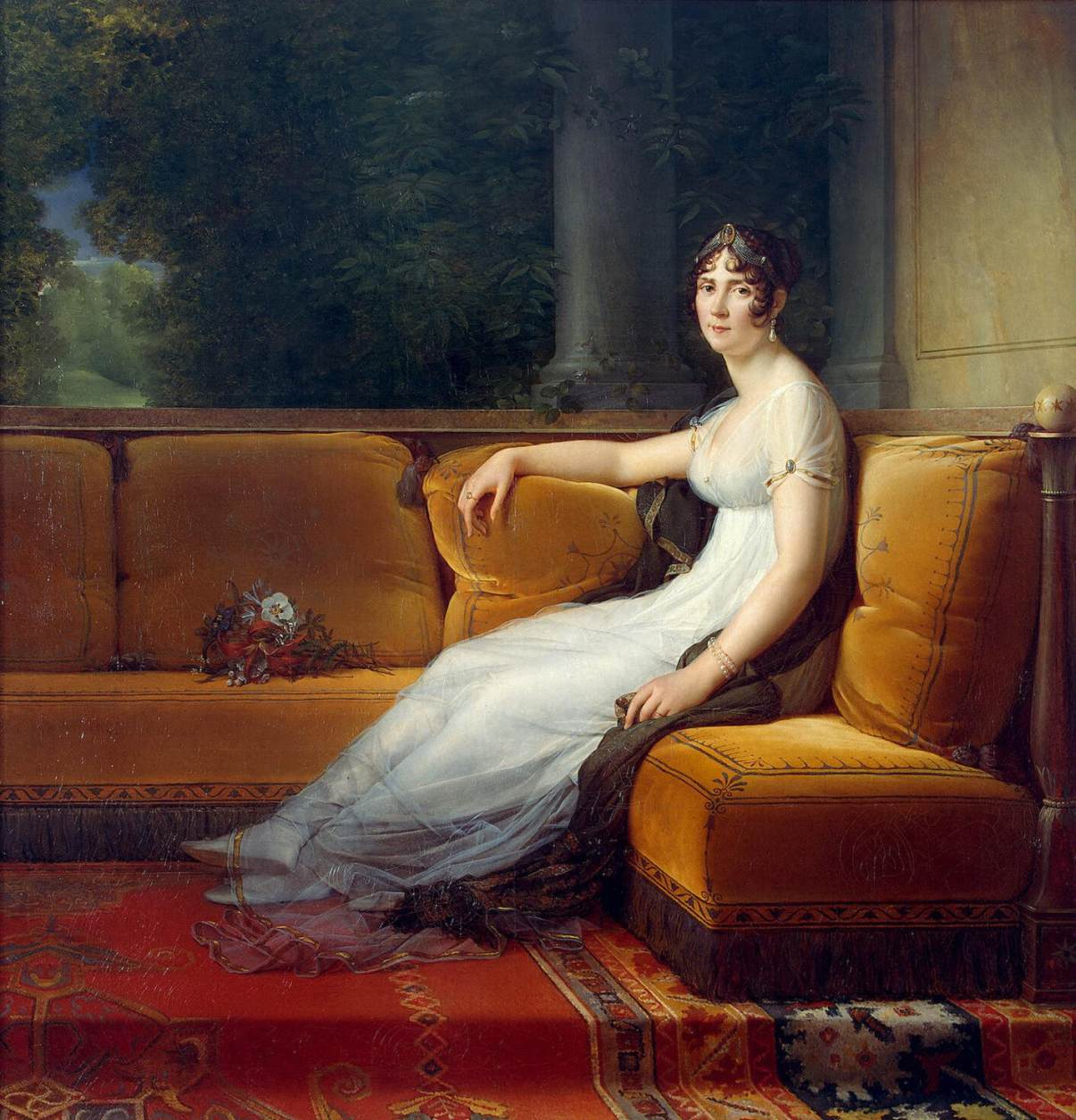
Joséphine de Beauharnais.

De retour à Paris, Germaine de Staël reçoit rois, ministres et généraux. Madame de Staël se démarque par une réelle ambition politique ; combative et passée à l'opposition, elle est une propagandiste très active. Durant le premier exil de Napoléon, bien qu'alliée avec circonspection aux Bourbons, elle fait prévenir l'empereur d'une tentative d'assassinat, et celui-ci, pour la rallier à sa cause, lui fait promettre le remboursement d'une somme jadis prêtée par son père au trésor. Cette thèse est vue différemment par l'historien Jean Tulard. En effet Madame de Staël aurait offert ses services à l'Empereur en échange de deux millions de francs. Elle était disposée à lui offrir sa plume et ses principes. Napoléon répondit qu'il n'était pas assez riche pour les payer tout ce prix.
Elle visite Joséphine, très malade, au château de Malmaison pour lui demander ce qu'a été sa vie avec l'empereur.
Affligée, depuis quelque temps, d’un gonflement œdémateux des jambes, elle consulte, à son retour à Paris, le Dr Portal, son médecin depuis l’enfance, ainsi que celui de son père. Celui-ci constate, outre l’aggravation de l’œdème, que son teint, naturellement sombre, est devenu encore plus sombre, que ses yeux ont même pris une couleur jaune et que sa digestion était douloureuse.
Éprouvant une grande agitation et un manque de sommeil, elle avait longtemps été incapable de les soulager à l’aide d’un ou plusieurs grains d’opium, qu’elle prenait tous les soirs. L’ennui qui la consumait en Suisse l’a amenée à trop user de l’opium, qui soutenait son génie, mais dont elle a fini par devenir dépendante.
Elle succombe, le 14 juillet 1817, à une hémorragie cérébrale, s'écroulant dans les bras de son gendre Victor de Broglie.
On lui prête ce mot que lui aurait inspiré la vue du vignoble de Coppet : « Je préfère le vin d'ici à l'eau de là ».
Elle est inhumée conformément à ses vœux auprès de ses parents dans la chapelle funéraire qu'avait fait édifier sa mère, fille d'un pasteur vaudois, en 1793-1794 (architecte Jean-Pierre Noblet, marbrier Jean-François Doret) à peu de distance du château de Coppet.

## Postérité

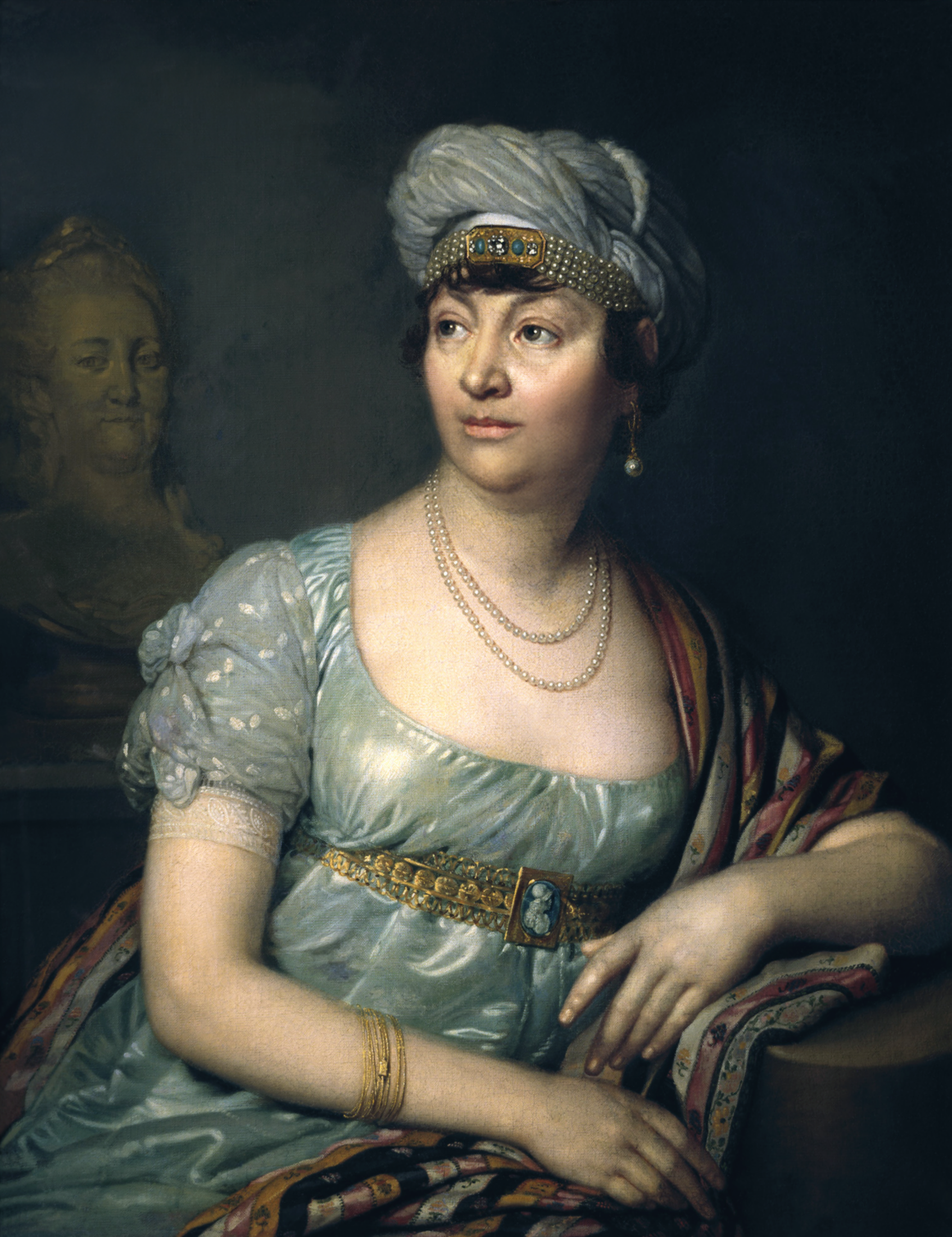
Portrait de Germaine de Staël en 1812 par Vladimir Borovikovski.

L'histoire littéraire laisse d'elle l'image d'une femme curieuse de tout, à la conversation brillante et aux écrits avant-gardistes. Car Germaine de Staël est une pionnière dans bien des domaines, ayant touché dans ses écrits tant à l'histoire qu'à la théorie littéraire, en passant par le roman. Si on lui doit notamment (ainsi qu'à Chateaubriand) l'introduction du romantisme en littérature française, c'est également elle qui popularise en France le terme de « romantisme », introduit par Pierre Le Tourneur, et celui de « littérature », qui se substitue dès lors à celui de « belles-lettres », achevant de consacrer l'émancipation de la littérature vis-à-vis des sciences normatives notamment. Dans ses romans, elle présente les femmes comme les victimes des contraintes sociales les empêchant d'affirmer leur personnalité, et ne pouvant vivre de leur talent qu'au prix de la renonciation à l'amour. Elle revendique le droit au bonheur pour toutes, et pour elle-même. Cette revendication de droit au bonheur (qui se confondait avec le droit d'aimer) sera reprise, bien que sous des modalités différentes, par George Sand. Égérie, par sa place centrale dans le Groupe de Coppet, d'un cosmopolitisme en avance sur son temps, Germaine de Staël est une femme moderne dans une Europe qu'elle parcourt en tous sens et décrit abondamment. La première édition d'œuvres complètes est publiée par son fils dans la maison Treuttel et Würtz, 1820-1821.
À Paris, sa mémoire est honorée par une rue et une statue, donnant sur le jardin du côté sud de l'hôtel de ville. A Genève, une rue porte son nom depuis le 6 juillet 1988, la Rue Madame-De-Staël. La Bibliothèque de Genève possède un buste de Germaine de Staël, ce qui fait d'elle une des rares femmes à avoir été portraiturée de cette manière à Genève au XIXe siècle.

## Descendance

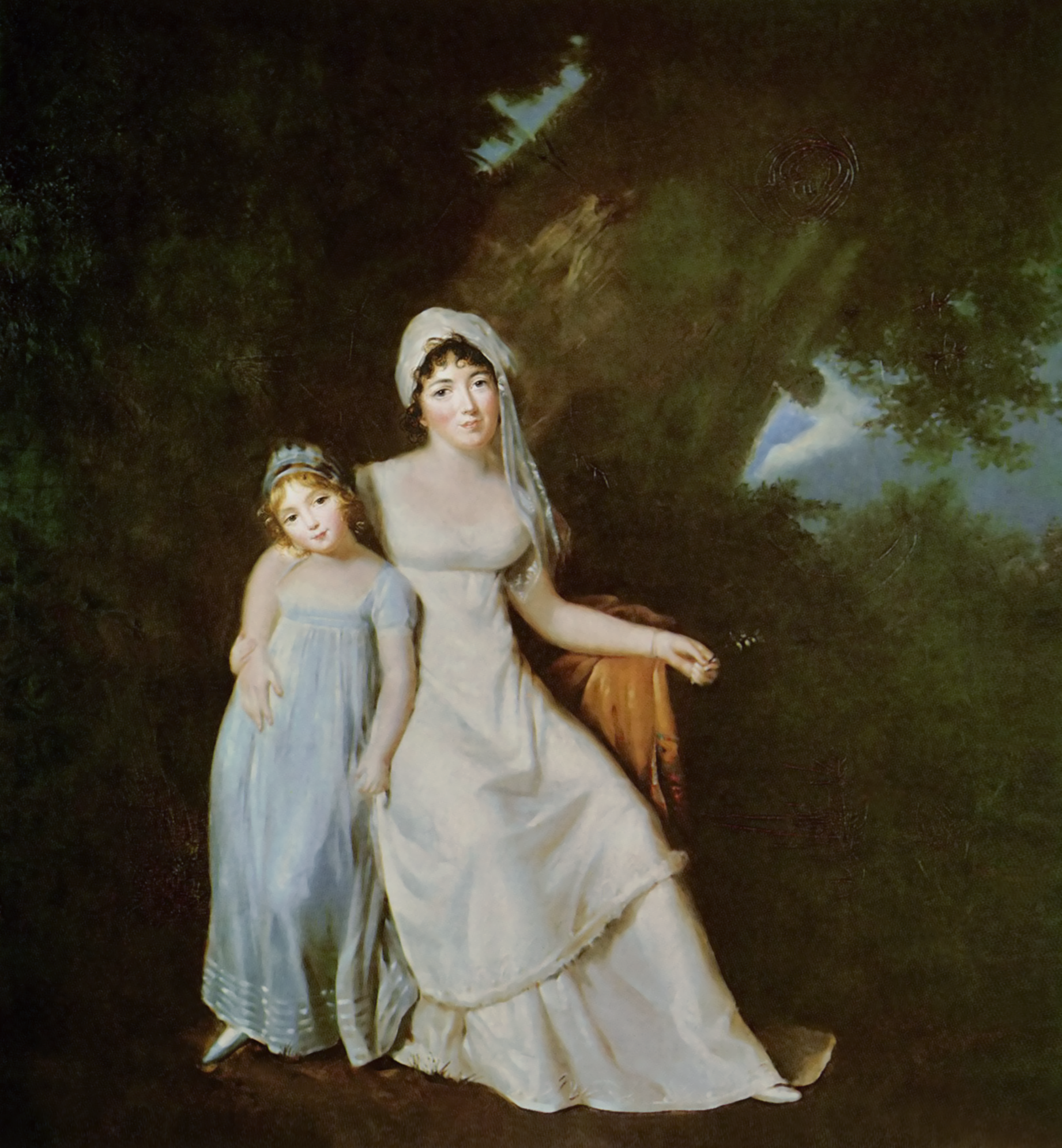
Germaine de Staël et sa fille Albertine en 1805, par Marguerite Gérard.

De son mariage avec son premier époux Erik Magnus Staël von Holstein Germaine de Staël a quatre enfants :
- Gustavine de Staël (1787-1789), dont le roi de Suède Gustave III est le parrain ;
- Auguste de Staël (1790-1827) ;
- Albert de Staël (1792-1813) ;
- Albertine de Staël (1797-1838) épouse en 1816 Victor de Broglie (1785-1870), duc de Broglie, d'où une nombreuse postérité[38].

De son second mariage, avec Albert de Rocca Germaine de Staël a, à 46 ans, un fils :
- Louis-Alphonse Rocca (1812-1842).

## Hommages
- Botanique
  - Une rose porte son nom[39].
- Philatélie

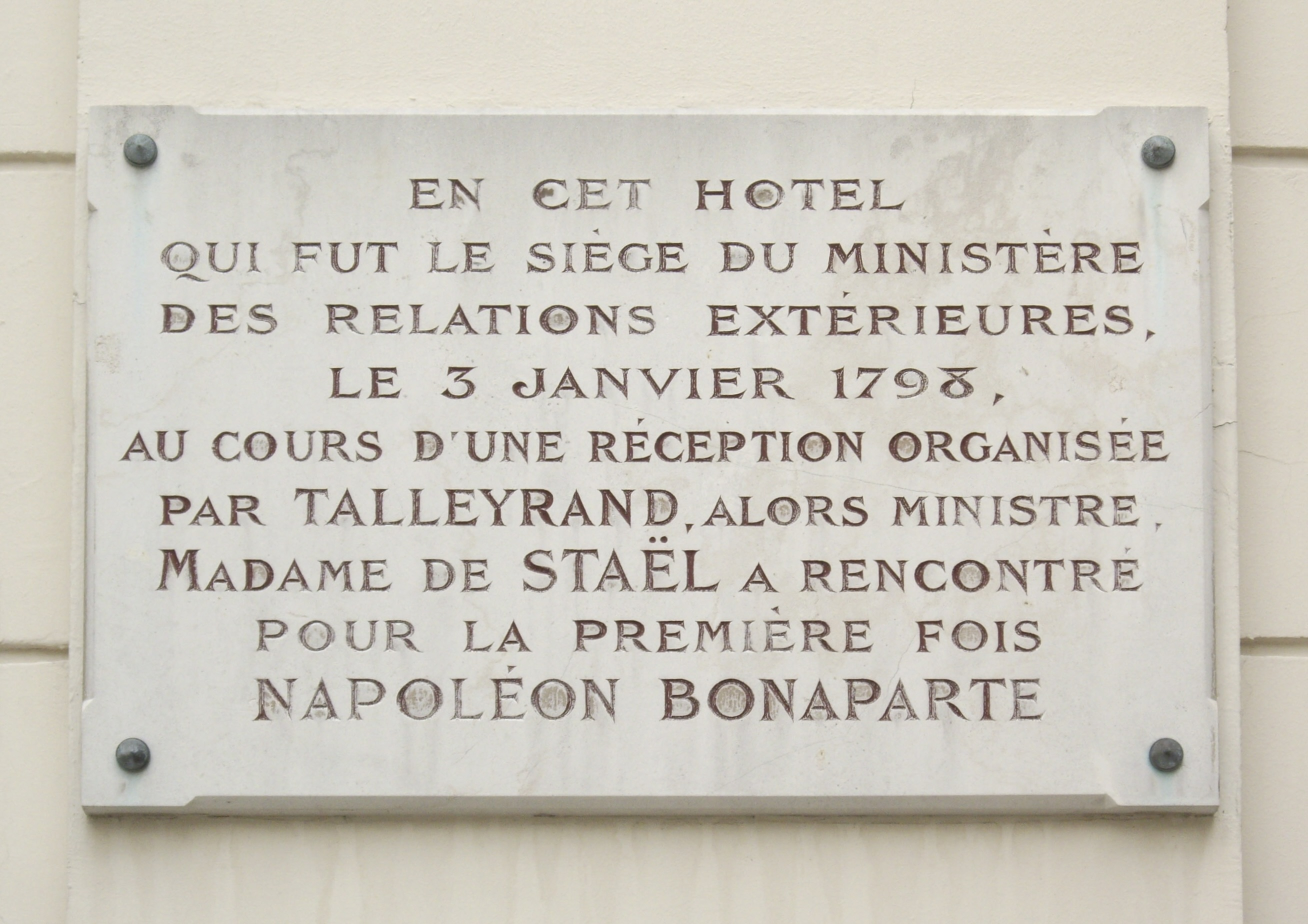
Plaque à l'hôtel de Gallifet (Paris).

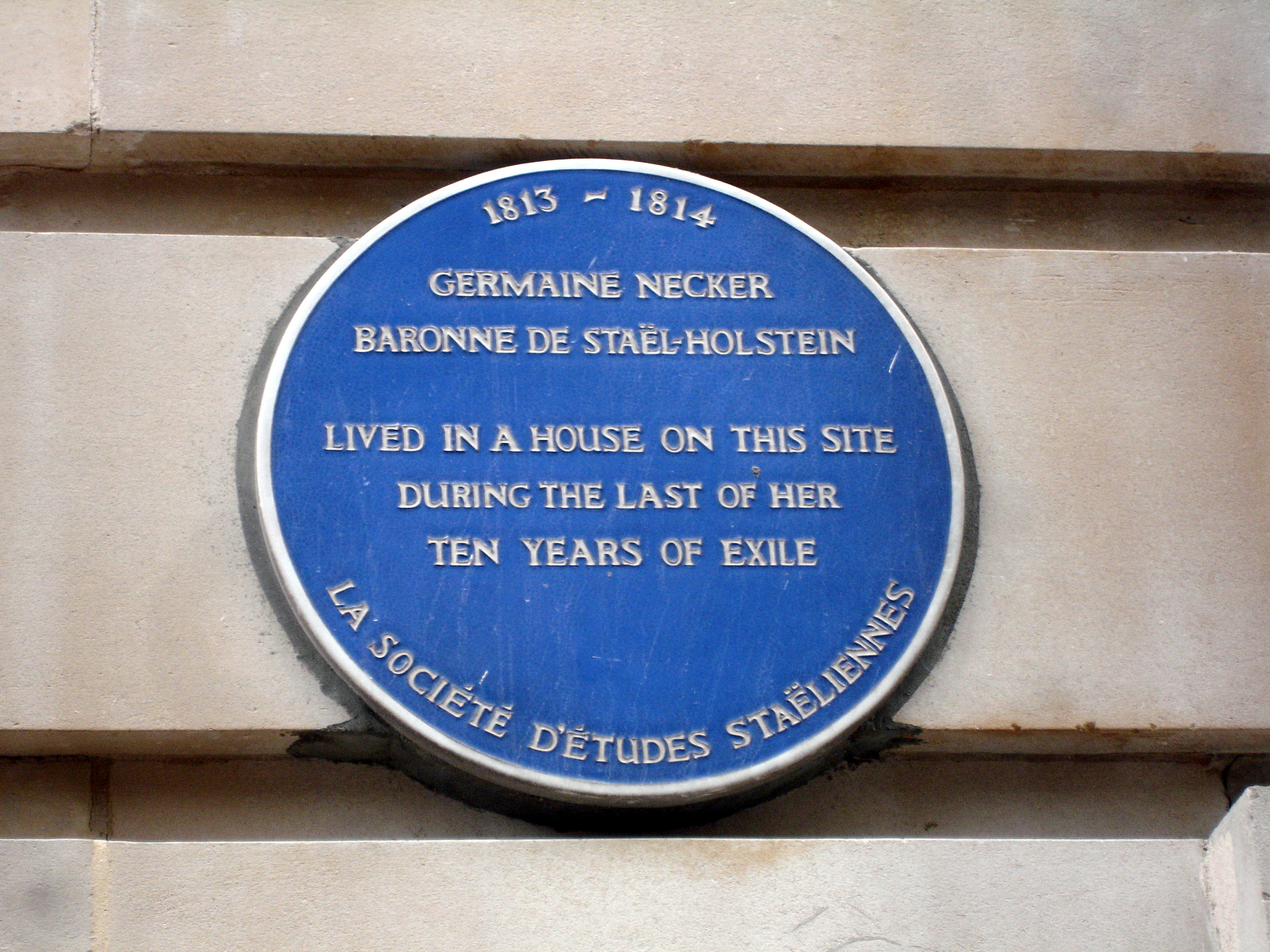
Plaque commémorative à Londres (Soho).

  - Un timbre postal français à l'effigie de Madame de Staël a été émis le 24 octobre 1960.
- Toponymes
  - Rue Germaine-de-Staël à Paris ;
  - Rue Germaine de Staël à Plaisir (Yvelines)
  - Rue Madame-de-Staël, à Genève ;
  - Collège Madame de Staël, à Carouge (Suisse) ;
  - Collège Madame de Staël, à Paris ;
  - Lycée Madame de Staël, à Montluçon ;
  - Lycée Madame de Staël, à Grenoble ;
  - Lycée Madame de Staël, à Saint-Julien-en-Genevois ;
  - de Staël, cratère sur Vénus[40].
- Bateau
  - Canot de sauvetage de Coppet "Madame de Staël" de 1920
- Transports publics
  - Un train ICN porte son nom en Suisse.

## Postérité

### Littérature
Germaine de Staël apparaît, en compagnie de Benjamin Constant, de Charles de Villers et de Dorothea von Rodde, dans un roman d'Anne Villemin Sicherman, 1803 la nuit de la sage-femme, 2023.

### Littérature jeunesse
- Bridget Dommen et Caroline Dommen (ill. Ingrid Godon), Madame de Staël prend sa plume, La Joie de lire, coll. « Traces d'histoire », 2015 (ISBN 978-2-88908-274-2, présentation en ligne).

### Filmographie

#### Cinéma
- 1965 : Le Salon de l'Europe/Madame de Staël, court métrage de Jacques de Casembroot
- 1993 : Belle van Zuylen - Madame de Charrière jouée par Carla Hardy
- 1994 : Du fond du cœur de Jacques Doillon jouée par Anne Brochet

#### Télévision
- 1922 : A Prince of Lovers jouée par Saba Raleigh
- 1923 : Madame Recamier. Or, The Price of Virtue jouée par Margaret Yarde
- 1962 : Heroische Komödie jouée par Maria Wimmer
- 1972 : Talleyrand ou Le sphinx incompris jouée par Frédérique Meininger
- 1987 : Napoléon et Joséphine jouée par Leigh Taylor-Young
- 2002 : Napoléon jouée par Fabienne Babe
- 2016 : Émission Secrets d'Histoire, intitulée Les femmes de la Révolution. Documentaire présenté par Stéphane Bern et diffusé le 12 juillet 2016 sur France 2[41]

## Œuvres
- Journal de Jeunesse, 1785.

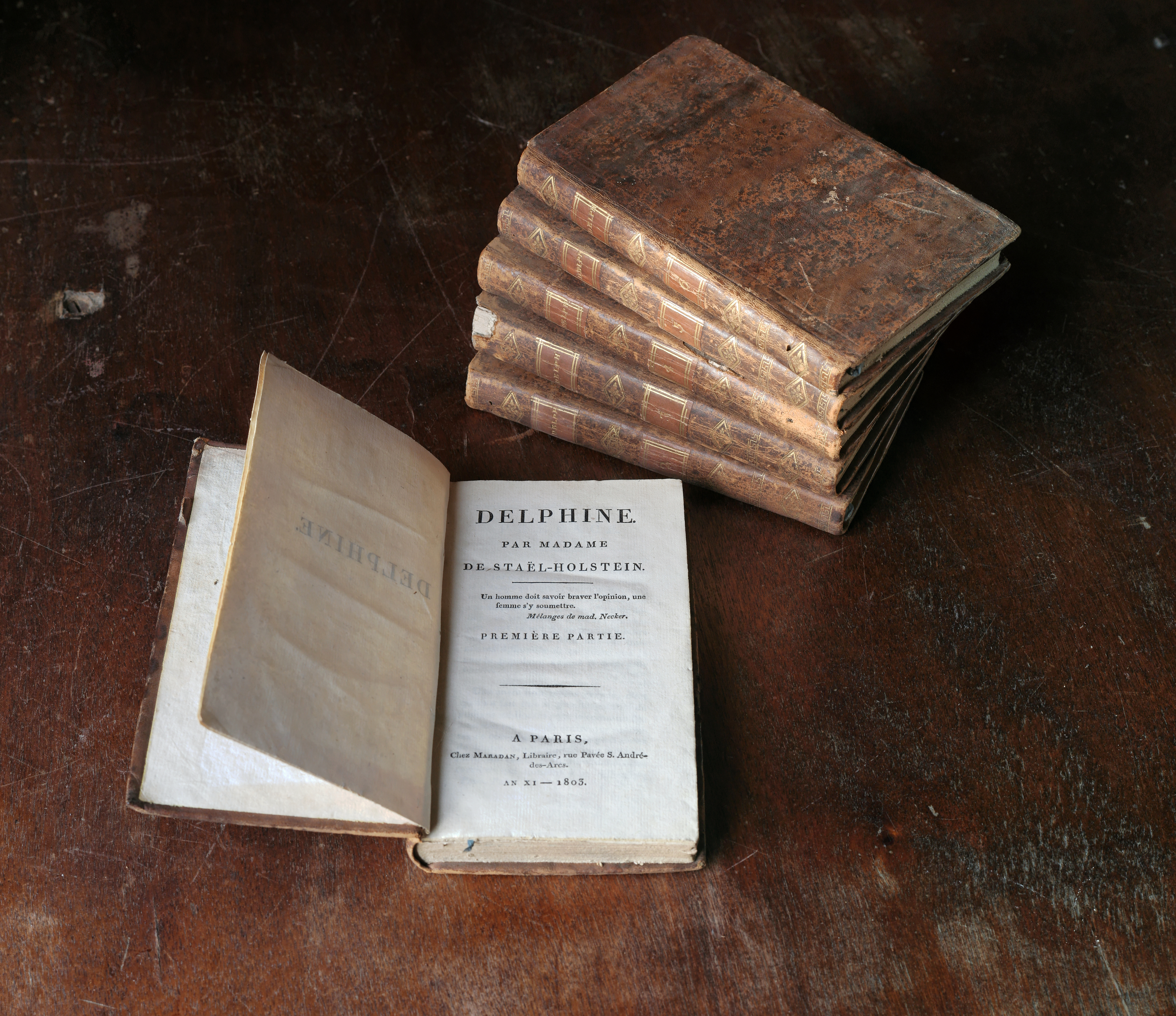
Delphine, par Madame de Staël, édition de 1803 en plusieurs volumes.

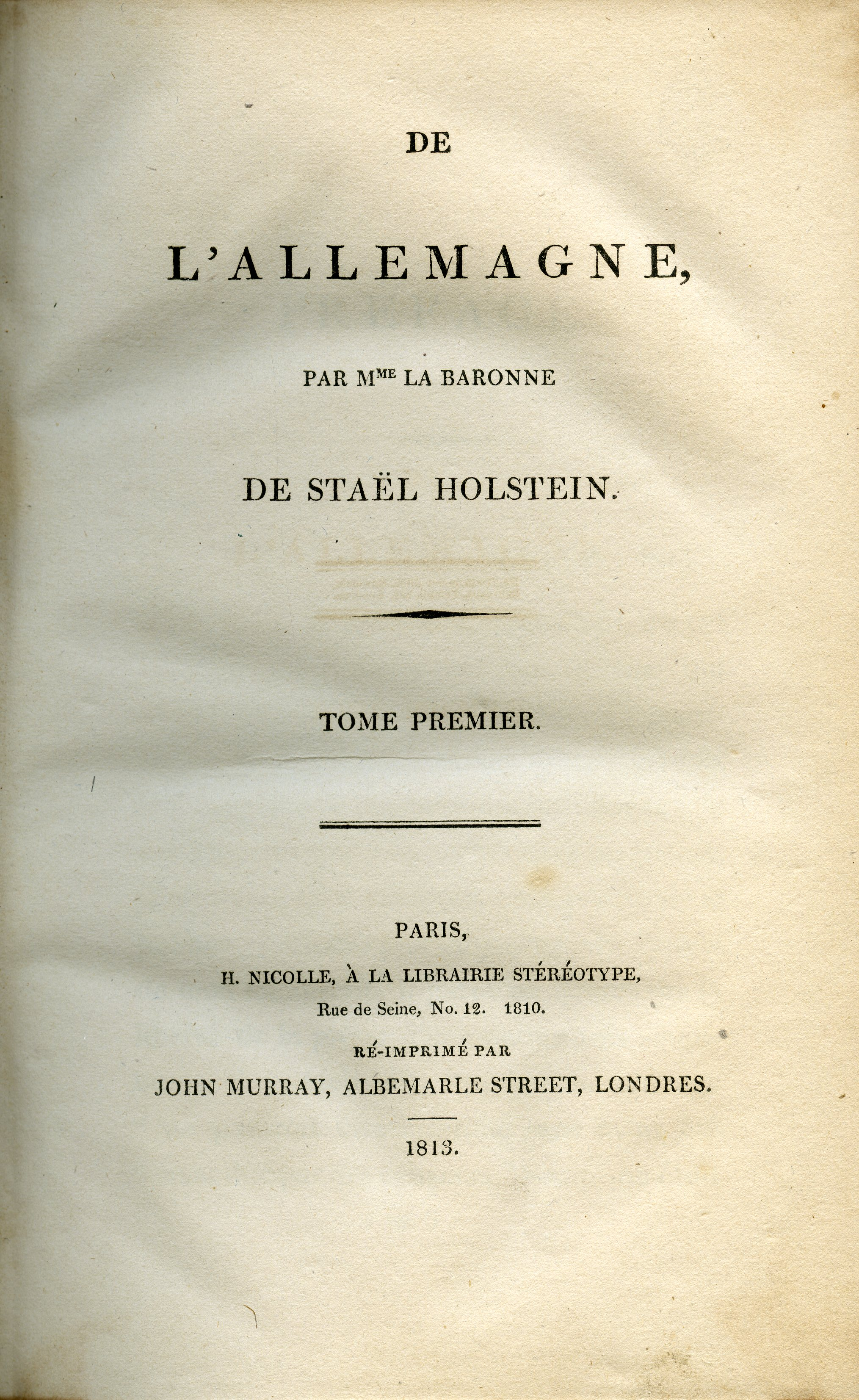
page de titre de De l'Allemagne, édition de 1813 à Londres.

- Sophie ou les sentiments secrets, pièce en trois actes et en vers, 1786, publiée en 1790.
- Jane Gray (tragédie en cinq actes et en vers), 1787 (publié en 1790).
- Lettres sur les ouvrages et le caractère de J.-J. Rousseau, 1788 (lire en ligne sur Gallica), rééd. & augmentée en 1789.
- Éloge de M. de Guibert.
- À quels signes peut-on reconnaître quelle est l'opinion de la majorité de la nation ?
- Réflexions sur le procès de la Reine, 1793.
- Zulma : fragment d'un ouvrage, 1794, lire en ligne sur Gallica
- Réflexions sur la paix adressées à M. Pitt et aux Français, 1795, lire en ligne sur Gallica.
- Réflexions sur la paix intérieure.
- Recueil de morceaux détachés (comprenant : Épître au malheur ou Adèle et Édouard, Essai sur les fictions et trois nouvelles : Mirza ou lettre d'un voyageur, Adélaïde et Théodore et Histoire de Pauline), 1795.
- De l'influence des passions sur le bonheur des individus et des nations, 1796, lire en ligne sur Gallica.
- Des circonstances actuelles qui peuvent terminer la Révolution et des principes qui doivent fonder la République en France.
- De la littérature considérée dans ses rapports avec les institutions sociales, 1800, lire en ligne sur Gallica.
- Delphine, 1802, lire en ligne sur Gallica.
- Épîtres sur Naples.
- Corinne ou l'Italie, 1807, lire en ligne sur Gallica.
- Agar dans le désert.
- Geneviève de Brabant.
- La Sunamite[42].
- Le Capitaine Kernadec ou sept années en un jour (comédie en deux actes et en prose).
- La Signora Fantastici.
- Le Mannequin, comédie.
- Sapho, 1811.
- De l'Allemagne, publié à Londres en 1813 et à Paris en 1814, André Lagarde, Laurent Michard, XIXe siècle (Les Grands auteurs du programme français - Anthologie et histoire littéraire), Paris, Bordas, 1985, p. 13.L’ouvrage était déjà prêt en 1810, mais les épreuves en ont été détruites sur ordre de Napoléon.
- Réflexions sur le suicide, 1813 ,lire en ligne sur Gallica.
- De l'esprit des traductions.
- Mémoires sur la vie privée de mon père, suivis des Mélanges de M. Necker (posthume), 1818, Paris & Londres, 373 pages, lire en ligne ;
- Considérations sur les principaux événements de la Révolution française, depuis son origine jusques et compris le 8 juillet 1815, ouvrage posthume publié par M. le duc de Broglie et M. le baron de Staël, 1818, 3 volumes, Paris, tome premier, tome second, tome troisième ;
- Œuvres complètes de Mme la Baronne de Staël, publiées par son fils, précédées d'une notice sur le caractère et les écrits de Mme de Staël, par Mme Necker de Saussure, 1820-1821, lire en ligne sur Gallica.
- Dix années d'exil, 1821 (posthume).

### Éditions modernes
- Lettres de Madame de Staël à Madame de Récamier (première édition intégrale, présentées et annotées par Emmanuel Beau de Loménie), Paris, éditions Domat, 1952
- Œuvres complètes de Madame de Staël, en cours de publication aux éditions Honoré Champion :
  1. série I. Œuvres critiques :
    - Florence Lotterie (dir.) (textes établis et présentés par Florence Lotterie, annotation par Anne Amend Söchting, Anne Brousteau, Florence Lotterie, Laurence Vanoflen), Lettres sur les écrits et le caractère de J.-J. Rousseau. - De l'influence des passions sur le bonheur des individus et des nations. - De l'éducation de l'âme par la vie./Réflexions sur le suicide, t. I, 2008 (ISBN 978-2-7453-1642-4).

  2. série II. Œuvres littéraires :
    - Écrits autobiographiques. Nouvelles. Œuvres poétiques, t. I ;
    - Delphine (texte établi par Lucia Omacini et annoté par Simone Balayé), t. II, 2004 (ISBN 978-2-7453-0957-0).
    - Corinne ou l'Italie (édition critique par Simone Balayé), t. III, 2000 (ISBN 978-2-7453-0288-5)Prix Chartier 2001

  3. Série III. Œuvres historiques :
    - Des circonstances actuelles et autres essais politiques sous la Révolution, t. I, 2009 (ISBN 978-2-7453-1905-0).
- Correspondance générale (texte établi et présenté par Béatrice W. Jasinski et Othenin d'Haussonville), Slatkine (Réimpression), 2008-2009.
  1. 1777-1791, t. I (ISBN 978-2-05-102081-7).
  2. 1792-1794, t. II (ISBN 978-2-05-102082-4).
  3. 1794-1796, t. III (ISBN 978-2-05-102083-1).
  4. 1796-1803, t. IV (ISBN 978-2-05-102084-8).
  5. 1803-1805, t. V (ISBN 978-2-05-102085-5).
  6. 1805-1809, t. VI (ISBN 978-2-05-102086-2).
  7. 15 mai 1809-23 mai 1812, t. VII (ISBN 978-2-05-102087-9).
- La passion de la liberté (préf. Michel Winock), Paris, Robert Laffont, 2017 (ISBN 9782221191996). Le livre contient :
  - De l'influence des passions sur le bonheur ;
  - Des circonstances actuelles qui peuvent terminer la Révolution ;
  - Considérations sur la Révolution française ;
  - Dix années d'exil ;
- Madame de Staël ou l'intelligence politique. Sa pensée, ses amis, ses amants, ses ennemis… (textes de présentation et de liaison de Michel Aubouin), Omnibus, 2017, 576 p. (ISBN 978-2-258-14267-1)Lettres de Mme de Staël, extraits de ses textes politiques et de ses romans, textes et extraits de lettres de Chateaubriand, Talleyrand, Napoléon, Benjamin Constant…